# ヨハン・ユリウス・フンメル

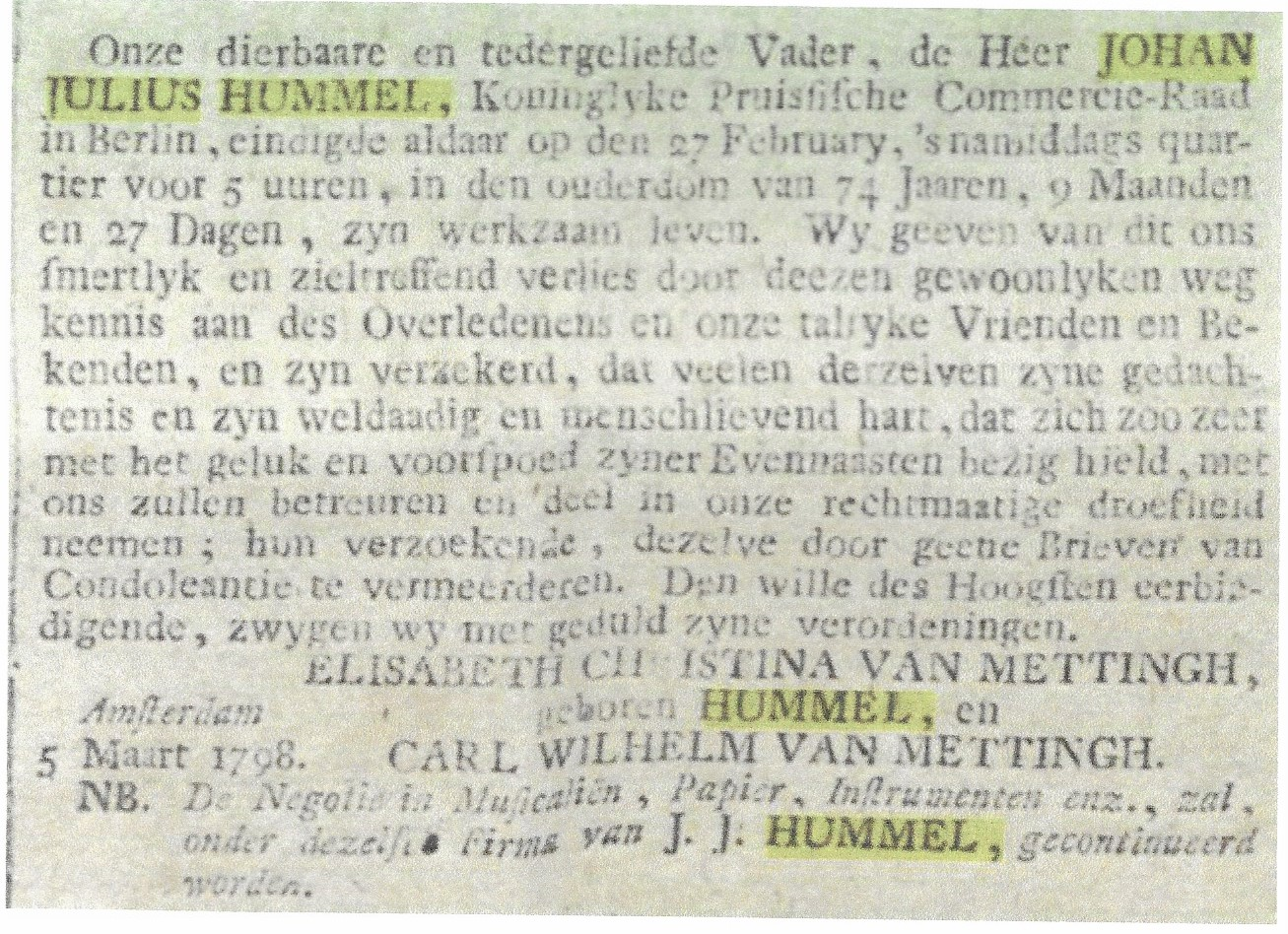
ヨハン・ユリウス・フンメルの名が刻まれた死亡通知状、1798年3月8日

ヨハン・ユリウス・フンメル（Johann Julius Hummel、1728年 - 1798年）は、ドイツの音楽出版業者。アムステルダムとベルリンで出版社を経営した。
J.J.フンメル社は古典派音楽の作曲家たちの作品の出版で知られ、1820年ごろの廃業までに、フランツ・ヨーゼフ・ハイドン、ルイジ・ボッケリーニ、ヨハン・クリスティアン・バッハ、カール・シュターミッツ、イグナツ・プライエル、ヴォルフガング・アマデウス・モーツァルトらの作品約1000曲を出版した。
作曲家のヨハン・ネポムク・フンメルとは無関係。

## 略歴
フンメルはテューリンゲンのヴァルタースハウゼンで生まれた。1748年ごろからオランダに住み、1753年にアムステルダムに定住した。
1755年ごろに楽譜出版業 (J. J. Hummel) をはじめた。デン・ハーグに住んでいた弟のブルヒャルト・フンメル（1731年 - 1797年）もほぼ同じころに楽譜の出版をはじめた(B. Hummel)。両者は1780年ごろまで協力関係にあり、J. J. Hummel社の楽譜はすべてB. Hummel社でも売られていた。しかしその後B. Hummel社がアムステルダムにも進出し、協力関係は終わりを告げた。
1770年にはベルリンに支社を設立し、1774年にベルリンに引っ越してからはそちらが本社扱いになった。
1798年にベルリンで没した。

## 関連文献
- Cari Johansson (1972). J. J. & B. Hummel Music Publishing and Thematic Catalogs. Stockholm: Almquist & Wiksell